# Пасу-де-Созький монастир
Па́су-де-Со́зький монасти́р (порт. Mosteiro de Paço de Sousa), або Монасти́р Спаси́теля (порт. Mosteiro do Salvador) — колишній монастир в Португалії, окрузі Порту, муніципалітеті Пенафієл, парафії Пасу-де-Соза. Патрон — Спаситель, на честь якого названа обитель. Збудований 994 року. Споруджений в романському стилі. Первісно належав бенедиктинцям. 1575 року роках перейшов до єзуїтів за рішенням кардинала Енріке. 1578 року папа Григорій XIII повернув монастир у власність бенедиктинців, але визнав за єзуїтами право на частину доходів з нього. Розбудований у XVII—XVIII століттях. Перебував під патронатом Еворської єзуїтської колегії. Занепав після розпуску релігійних орденів у Португалії (1834). Монастирську власність націоналізував уряд, а церква була віддана місцевій парафії. Національна пам'ятка Португалії (1910).

## Назва
- Пасу-де-Созький монастир (порт. Mosteiro de Paço de Sousa)
- Пасу-де-Созький монастир Спасителя (порт. Mosteiro do Salvador de Paço de Sousa)
- Церква Спасителя (порт. Igreja de Salvador)

## Абати
- 1461—1470 (1490): Жуан Алваріш